# Buci
Buci (serb. Буци) ist ein Ort in der serbischen Gemeinde Kruševac.
Der Ort hat 433 Einwohner (Zensus 2002).